# باهر الرجب
باهر هاشم الرجب
عازف ومؤلف واستاذ آلتي القانون والسنطور ولد في بغداد سنة 1951م نشأ في كنف اسرة فنية بغدادية عريقة مشهورة بحبها للموسيقى وعشقها للمقام العراقي وتراث العراق، ولها دور مميز في الحفاظ عليه طوال العقود الماضية، وهو أول مَن دوّن المقام العراقي بالنوتة الموسيقية في كتابه (أصول غناء المقام البغدادي) الذي صدر في بغداد سنة 1985م.

## مساره الدراسي
تخرج من معهد الفنون الجميلة من قسم الموسيقى عام 1973م، بدرجة امتياز، مما حدا بالوزارة إلى استحداث درجة خاصة به فكان أن عُيّن استاذا في المعهد نفسه. درس العزف على آلة السُنطور وأصول المقامات العراقية والموسيقى العباسية على يد والده الراحل هاشم الرجب خبير المقام العراقي الأول ومن أشهر الباحثين في مخطوطات الموسيقى العباسية وصاحب مؤلفات عديدة في هذا الشأن وهو من قرّاء المقام المتميزين حيث تتلمذ على يد كبار اساتذته فنال استحسانهم وكان أول عازف على آلة السُنطور في بداية عقد الخمسينيات. ومن هنا فلا عجب أن كانت نشأة الفنان باهر الرجب نشأة موسيقية طبيعية بالوراثة ثم صُقلت بالدراسة والموهبة والكفاءة العلمية في علوم الموسيقى العربية والموشحات على يد الفنانَين الراحلَين روحي الخماش وجميل سليم.

## شغل المناصب التالية
- عضو فرقة الإنشاد العراقية وعازف على آلة القانون فيها برئاسة الفنان روحي الخماش.
- أستاذ آلة القانون في معهد الفنون الجميلة في بغداد للفترة 1976 - 1990.
- أستاذ مادة الصولفيج العربي والموشحات في معهد الفنون الجميلة للفترة 1976 - 1990.
- أستاذ محاضر لآلتي القانون والسُنطور في معهد الدراسات الموسيقية (النغمية) سابقا ببغداد للفترة من 1974 إلى 1985.
- أستاذ لآلة القانون في مدرسة الموسيقى والباليه ببغداد.
- عازف على آلة القانون في المؤسسة العامة للإذاعة والتلفزيون.
- عازف على آلة القانون في الفرقة العراقية للموسيقى برئاسة الفنان الراحل منير بشير.
- عازف على آلة القانون في برامج السهرة مع المقام العراقي، للفترة من بداية عقد السبعينيات إلى أواخر عقد الثمانينات.
- عمل عازفا وموجّها ًفي كثير من المؤسسات الفنية ومراكز الشباب ببغداد.

## مشاركاته الفنية
- مهرجان الشباب العربي الأول في الجزائر عام 1972.
- مهرجان فيشي في فرنسا عام 1973.
- مهرجان الراين في فرنسا عام 1974.
- مسابقة الأرتجال الموسيقي في بغداد عام 1975.
- مهرجان تستور في تونس عام 1976.
- مهرجان قرطاج في تونس عام 1990.

## أعماله
- كتاب أصول غناء المقام البغدادي المطبوع عام 1985 ببغداد.
- كتاب شجرة سلالم الموسيقى العربية مع ولده رامي الرجب المطبوع سنة 2006 في ألمانيا.
- إعداد كثير من الأغاني التراثية ووضع مقدمات موسيقية للكثير منها.
- تلحين مجموعة من الأغاني العاطفية والوطنية وأغاني الأطفال وقصائد وموشحات.
- عزف منفرد (صوليست) على آلة القانون ومشاركة فعّآلة في موسيقى تصويرية لفلمين وثائقيين عن مدينة حلب السورية. الموسيقى التصويرية والتوزيع للفنان رامي باهر الرجب ومن إخراج الألماني لودفج هوبر.
- ابتكار مقامين جديدين اضيفا إلى عائلة المقامات العراقية الأول هو مقام الشرق مؤثَر والثاني مقام الزنكولاه. وقد قام بتلحين أغنية جديدة مرافقة لكل من المقامَين المذكورين.